# Kîidanți, Colomeea
Kîidanți (în ucraineană Кийданці) este un sat în comuna Kneajdvir din raionul Colomeea, regiunea Ivano-Frankivsk, Ucraina.

## Demografie
Componența lingvistică a localității Kîidanți
     Ucraineană (99,22%)
     Alte limbi (0,78%)
Conform recensământului din 2001, majoritatea populației localității Kîidanți era vorbitoare de ucraineană (99,22%), existând în minoritate și vorbitori de alte limbi.